# Llengua sacra

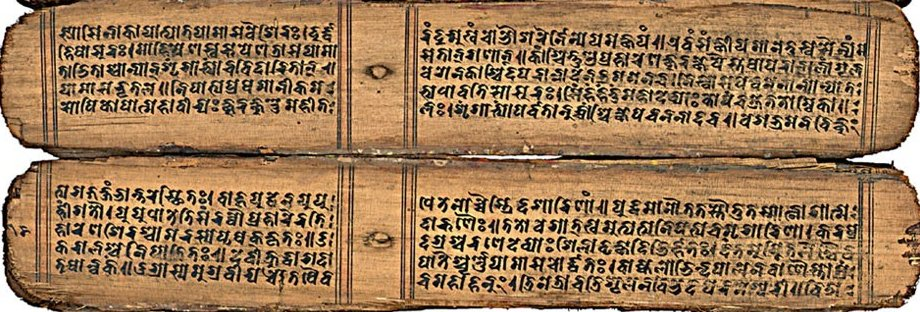
Manuscrit en sànscrit sobre fulla de palmera, probablement del Nepal, segle XI. 5x31 cm, 2 columnes

Llengua sacra és una llengua que se utilitza en els ritus o litúrgies de moltes comunitats religioses, gairebé sempre per prestigi o per conservació de les tradicions originàries. La majoria d'elles s'aprenen després de la infància, de manera que no és la llengua materna de ningú, i es poden considerar llengües mortes. El primer cas és el sumeri.
Aquestes són les llengües litúrgiques d'algunes religions:
- Cristianisme:
  - El llatí eclesiàstic constitueix la llengua litúrgica de l'Església Catòlica, per estar ubicada la seva seu a Roma, capçalera de la regió del Laci, d'on procedeix el llatí, una llengua indoeuropea. Tot i això, a partir del Concili Vaticà II, les llengües vernacles es consideren oficials de cada país per a la celebració litúrgica.[3]
  - L'Església Ortodoxa Copta, en canvi, té com a llengua litúrgica l'idioma copte, un descendent directe de l'idioma egipci dels faraons, a causa del gran prestigi que va arribar a la civilització del Nil.[4]
  - Les esglésies ortodoxes orientals usen, en molts dels seus territoris, l'eslau eclesiàstic, i també les esglésies catòliques orientals.[5]
  - Les esglésies de ritu oriental tenen com a llengua litúrgica l'arameu o siríac, ja que era la llengua comuna d'aquesta zona del món en els orígens del Cristianisme.[6]
  - A l'església ortodoxa etíop el gueez és usat com a llengua litúrgica.[7]
- Altres:
  - La llengua litúrgica de l'islam és l'àrab, ja que va ser aquesta la llengua en què Mahoma va rebre la revelació de l'Alcorà.[8]
  - A l'Índia s'utilitza encara avui com a llengua litúrgica el sànscrit, una llengua que ha donat origen a gairebé tots els idiomes del nord i centre de l'Índia.[9]
  - L'hebreu clàssic (Leshon Ha-Kodesh (לשון הקודש), 'la llengua sagrada') és una llengua diferent de l'hebreu modern, i s'utilitza a la litúrgia jueva.[10]
  - A Mesopotàmia es va utilitzar l'idioma sumeri per a la religió asirio-babilónica fins a principis de la nostra era, en ser reemplaçada pel cristianisme.[11]
  - L'idioma judeocastellà per a un sefardita és idioma litúrgic.[12]
  - L'avèstic ho és per al zoroastrisme.[13]
  - El pali per als budistes, especialment a l'escola theravada.[14]
  - Moltes paraules i frases de l'idioma ioruba s'utilitzen a la santeria i al candomblé.[15]
  - Llengua tibetana, usada en cerimònies de budisme tibetà.[14]